# Three Times Seven on a Pilgrimage
Three Times Seven on a Pilgrimage – album norweskiego zespołu metalowego In the Woods..., wydany w 2000 roku. Album jest kompilacją trzech minialbumów i niepublikowanych utworów .

## Lista utworów
1. "Seed of Sound" - 1:31
2. "Karmakosmik" - 8:13
3. "Epitaph" (cover King Crimson) - 9:14
4. "Empty Room" - 11:34
5. "Let There Be More Light" (cover Pink Floyd) - 06:31
6. "Child of Universal Tongue" - 8:03
7. "Soundtrax for Cycoz - 1st ed." - 4:25
8. "White Rabbit" (cover Jefferson Airplane)- 3:33
9. "Mourning the Death of Aase" - 5:34
10. "If It's in You" - 6:10

## Twórcy
- Christian Botteri - gitara basowa, śpiew
- Christopher Botteri - gitara
- Anders Kobro - perkusja
- Christer Andre Cederberg - gitara
- Jan Kennet Transeth - śpiew
- Synne Larsen - śpiew (sopran)